# Vicenç Reig
Pour les articles homonymes, voir Reig.
 (septembre 2014).
Si vous disposez d'ouvrages ou d'articles de référence ou si vous connaissez des sites web de qualité traitant du thème abordé ici, merci de compléter l'article en donnant les références utiles à sa vérifiabilité et en les liant à la section « Notes et références ».
Vicenç Reig, né en 1866 ou 1867 et mort le 5 juin 1963 à Barcelone est un footballeur et un dirigeant de football espagnol.
Il est le 7e président du FC Barcelone du 11 novembre 1908 au 2 décembre 1908.

## Biographie
Vicenç Reig joue au poste de gardien de but, et parfois comme défenseur. Il débute avec le FC Barcelone le 20 janvier 1956 lors d'un match de la Copa Macaya face à l'Hispania (défaite 30 à 1). Avec Barcelone, il remporte la Copa Macaya en 1902 et la Copa Barcelona en 1903. Il joue un total de 40 matches avec le Barça.